# Davisia ophidioni
Davisia ophidioni is een microscopische parasiet uit de familie Sinuolineidae. Davisia ophidioni werd in 1966 beschreven door Zaika. 